# Iva Radoš
Iva Radoš (Zagreb, 7 de noviembre de 1995) es una deportista croata que compite en taekwondo.
Ganó una medalla de bronce en el Campeonato Mundial de Taekwondo de 2015 y tres medallas en el Campeonato Europeo de Taekwondo entre los años 2014 y 2018. En los Juegos Europeos de Bakú 2015 consiguió una medalla de bronce en la categoría de +67 kg.

## Palmarés internacional
| Campeonato Mundial | Campeonato Mundial  | Campeonato Mundial | Campeonato Mundial |
| Año                | Lugar               | Medalla            | Categoría          |
| ------------------ | ------------------- | ------------------ | ------------------ |
| 2015               | Cheliábinsk (Rusia) | Medalla de bronce  | –73 kg             |
| Juegos Europeos    |                     |                    |                    |
| Año                | Lugar               | Medalla            | Categoría          |
| 2015               | Bakú (Azerbaiyán)   | Medalla de bronce  | +67 kg             |
| Campeonato Europeo |                     |                    |                    |
| Año                | Lugar               | Medalla            | Categoría          |
| 2014               | Bakú (Azerbaiyán)   | Medalla de oro     | –73 kg             |
| 2016               | Montreux (Suiza)    | Medalla de oro     | –73 kg             |
| 2018               | Kazán (Rusia)       | Medalla de bronce  | –73 kg             |